# Papió sagrat
El papió sagrat o babuí sagrat (Papio hamadryas) és un papió de regions àrides que viu a banda i banda de la mar Roja i la Banya d'Àfrica (Djibouti, Etiòpia, Eritrea i Somàlia). Probablement fou introduït a la península Aràbiga per navegants del Iemen.
Aquesta espècie de papió era sagrada per als antics egipcis. El papió sagrat és una de les representacions del déu Thoth.